# Mugic

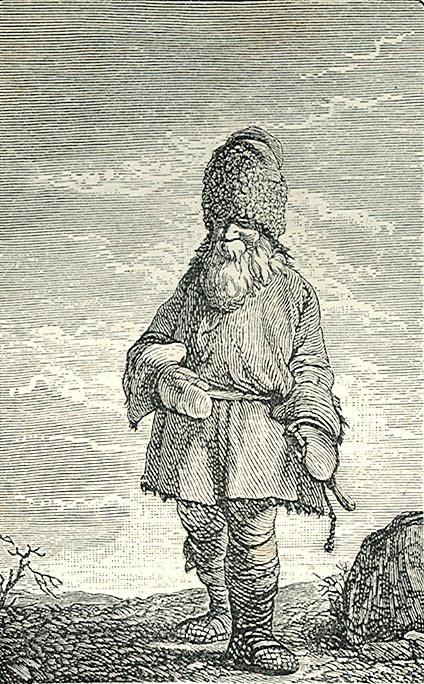
Un mugic del segle XVIII

El mot mugic (rus: мужик) fa referència a un pagès rus, en general, en el període previ al 1917 a la Rússia imperial. El terme denota un cert grau de pobresa, ja que la majoria de mugics eren serfs abans de les reformes agrícoles del 1861. Després d'aquesta data, els servents van rebre parcel·les de terra per treballar i es van convertir en camperols lliures.
La paraula es va introduir en les llengües occidentals a causa de l'ampli ús que en feia la literatura, principalment en obres de Fiódor Dostoievski i Lev Tolstoi.